# جون ويليام روبرتس
جون ويليام روبرتس (بالإنجليزية: John William Roberts)‏ هو نقابي نيوزيلندي، ولد في 1885، وتوفي في 12 يونيو 1962.